# TOMAK
TOMAK (* 1970 in St. Veit an der Gölsen, Niederösterreich) ist ein österreichischer Künstler, der in Wien lebt und arbeitet.

## Leben und Werk
TOMAK besuchte zunächst den naturwissenschaftlichen Zweig des Bundesrealgymnasiums in St. Pölten und begann 1995 mit dem Studium der Malerei und Grafik, bei Christian Ludwig Attersee, an der Universität für angewandte Kunst in Wien. Die Naturwissenschaften prägen TOMAKS Arbeiten bis heute, zeigen seine großformatigen Gemälde doch hauptsächlich technisch, wissenschaftlichen Darstellungen, wie zum Beispiel Maschinen, Konstruktionspläne oder anatomische Lehrtafeln. Seine Werke sind in mehreren Schichten aus Siebdruck und Ölmalerei aufgebaut.  Er versteht sich selbst als Antist (einen Anti-Künstler), den „Posterboy of Antikunst“ und stellt sich der politischen Correctness entgegen, dem Gleichförmigen, „Gelackten“, wie er es nennt. Der Name wird dabei zu einer Marke die provoziert, polarisiert und vor allem eines ist: dagegen.

## Ausstellungen (Auswahl)
Einzelausstellungen:
- 2016:  Aktion Zwei, Aktionsraum LINkZ, Linz
- 2015:  MALPRACTICE, Galerie Lisa Kandlhofer, Wien; TOMAK und die Waldorf Astorias, Rudolf-Steiner-Schule, Wien Mauer
- 2014:  BATMAN vs. TOMAK, Rudolf Budja Galerie, Salzburg; Jetzt wird’s bunt, Galerie Lisa Kandlhofer, Wien
- 2012:  PHANTÔMAK, Technische Universität, Wien; AUTOMAK, Galerie Heike Curtze, Salzburg
- 2010:  TOMAK über Salzburg, Museum der Moderne Rupertinum, Salzburg
- 2009:  TOMAK über Deutschland, Galerie Heike Curtze, Berlin
- 2008: Tittenfisch Metropolisch (Performance), Kunsthalle Wien Projectspace, Wien
- 1999: Neoantrophagi, Galerie Winter, Wien

Gruppenausstellungen:
- 2015: Das gezeichnete Ich, Bruseum, Universalmuseum Johanneum, Graz
- 2013: Frauen – Lieben und Leben. Die Sammlung Klöcker, Lehmbruck Museum, Duisburg
- Middle Gate Geel 13, St-Dimpnakerk, Gasthuismuseum, Kunsthuis Yello Art, Geel, Belgium
- 2012: Contemporary III, Albertina, Wien
- 2009: Lebt und arbeitet in Wien III – Stars in a plastic bag. Kunsthalle Wien, Wien

## Rezeption
TOMAK über Salzburg
Emilie Breyer – „Die gottgewollte Metamorphose“, S. 9
„Geballte Provokation, Rebellion und Fragmente, scheinbar wirr wirkende Auseinandersetzungen mit der intellektuellen Elite des 19. Jahrhunderts, schmettern einem in seinen filigranen und plakativen Motivwelten genauso entgegen wie penibel gesammelte Elemente und Reflektionen gegenwärtiger Popkultur.“
1. Introspektive
Toni Stooss (ehemaliger Direktor des Museums der Moderne, Salzburg), S. 36
„Er tritt als grell geschminkter Clown vor uns oder als Dandy mit Ray-Ban-Brille – einer zeitlosen schwarzen Sonnenbrille, wie sie die Maschinenaugen von Arnold Schwarzeneggers ‚Terminator‘ versteckt und wie sie die Augen schützt von ‚Neo‘ und seinen Mitstreitern im US-amerikanischen Science-Fiction Film Matrix. Mit seiner den Blick verhüllenden, jedoch die Umwelt in den beiden Gläsern verschieden spiegelnden Brille setzt er sich gleichsam zwischen ‚Terminator‘ und ‚Neo‘. Zwischen den aus der Zukunft kommenden Cyborg, mit der ‚Lizenz zum Töten‘, und den die Menschheit in der Zukunft vor den Maschinenwesen der Matrix rettenden ‚Neo‘. ‚Art – God – Ray – Ban – Asshole‘ ist die sarkastische Verbindungskette, die das übersteigerte Ego TOMAKs herstellt.“
1. Introspektive
Heike Curtze (Galerie Heike Curtze) – „TOMAK zieht in den Krieg“, S. 72
„Die Kunst produzierende Maschine TOMAK unternimmt einen Parforceritt durch das Universum, sein Universum. Waffen sind auf dieser Reise immer dabei, gezeichnete Handfeuerwaffen. Eingesetzt werden sie nicht. TOMAKs stärkste Waffe ist die Kunst.“
Malpractice
Roman Grabner (Leiter Bruseum, Universalmuseum Joanneum Graz) – „Malpractice“, S. 237
„TOMAKs Kunst ist eine Kunst, die mit Mehrsinnigkeit operiert, eine Kunst der Gegenwahrnehmung, die sich am Zeitlosen orientiert, ohne das Zeitgenössische zu verleugnen, eine Kunst, die nach Gleichnishaftem strebt und zugleich ein polyfokales Netzwerk aus Ungewissheiten errichtet. Seine Kunst lässt uns nicht in Ruhe, denn vieles bleibt uns beim ersten Blick verborgen und verlangt nach eingehender Betrachtung, aber das, was wir zu erkennen vermögen, geht uns im wahrsten Sinne des Wortes unter die Haut.“
Malpractice
Elsy Lahner (Kuratorin Albertina) – „Posterboy of Antikunst“, S. 249
„Er ist das Gegenteil des guten Bürgers, ein Störer, der sich ungefragt mitteilt und seine Wut zum Ausdruck bringt. Ein aggressiver Unhold, der sein Unbehagen in der Kultur äußert, einer, der sich nicht ruhigstellen lässt.“

## Publikationen
- T.R.A.F.O. – Buch, erscheint 2017
- Der Antist (gemeinsam mit Lukas Pusch) – Kunstzeitung, Eigenverlag, Wien 2015
- Malpractice – Katalog, Verlag für moderne Kunst, Wien 2015, ISBN 978-3-903004-35-1
- Nubro (gemeinsam mit Bernd Koller) – Ausstellungskatalog, hg. von Galerie Heike Curtze, Wien 2012, ISBN 978-3-901760-17-4
- 1. Introspektive – Katalog, Verlag für moderne Kunst, Nürnberg 2012, ISBN 978-3-86984-305-6
- TOMAK über Salzburg – Ausstellungskatalog, hg. vom Museum der Moderne Salzburg, Bibliothek der Provinz, Weitra 2010, ISBN 978-3-900000-94-3
- Werke 1998–2008 – Katalog, Eigenverlag, Wien 2008, ISBN 978-3-901760-09-9
- Prozess V+III – Buch, Eigenverlag, St. Pölten 2000